# Nicolas Gatineau
 (octobre 2024).
Nicolas Gatineau, sieur Duplessis (1627-1689, également orthographié Gastineau) est un explorateur de la Nouvelle-France.

## Biographie
Nicolas Gatineau possédait une bonne instruction. Arrivé en Nouvelle-France vers 1648 lors de son service dans l'armée royale, il était notaire et commis de magasin de traite de la Compagnie des Cent Associés ainsi que commis au greffe du gouvernement des Trois-Rivières. Il a occupé le poste de greffier et de tabellion aux Trois-Rivières avant de devenir juge-prévôt et marchand de fourrures au Cap-de-la-Madeleine. 
Le commerce de la traite de la fourrure obligea Nicolas Gatineau à emprunter à plusieurs occasions la rivière Gatineau et celle des Outaouais [Ceci est remis en question]. De par ses alliances et de son importance, Gatineau avait acquis une grande notoriété dans la région [Aucune preuve de ceci]. On avait donc pris l'habitude d'appeler la rivière « à Gatineau » [Contesté, sans preuve ]. Vers la fin de sa vie, il s'oppose hardiment au commerce d'eau-de-vie avec les iroquois, qu'il accuse d’ivrognerie et d'athéisme.
Il épouse en 1663 Marie Crevier (1649- ), la fille d'un autre pionnier, avec qui il a six enfants :
- Nicolas Gatineau (1664-1700) ;
- Marguerite Gatineau (1666-1703) ;
- Jeanne-Renée Gatineau (1667- ) ;
- Jean-Baptiste Gatineau (1671-1750) ;
- Madeleine Gatineau (1672-1747) ;
- Louis Gatineau (1674-1750).

Nicolas (fils) (1664-1700), Louis (1674-1750) et Jean-Baptiste (1671-1750), les trois fils de Nicolas Gatineau, ont établi un poste de traite ou du moins un relais sur une pointe située à l'embouchure de cette rivière [sans preuve, contesté,].